# Sinplus
Sinplus (stylizowane też na Sin+) – szwajcarski duet muzyczny założony w 2009 przez braci Ivana i Gabriela Brogginich, reprezentantów Szwajcarii podczas 57. Konkursu Piosenki Eurowizji (2012).

## Historia zespołu
W dzieciństwie Iwan i Gabriel Broggini słuchali muzyki wykonawców, takich jak m.in.: Queen, Boba Marleya i U2. Obaj zaczęli interesować się muzyką w bardzo młodym wieku: pasją Iwana była gitara, a Gabriela – gra na instrumentach klawiszowych i perkusji. W wieku czternastu lat obaj założyli swoje pierwsze zespoły muzyczne. W trakcie studiów Gabriel postanowił przerwać naukę, po czym wyjechał do San Diego, gdzie poznawał tamtejszą kulturę muzyczną.
Po powrocie do kraju bracia połączyli siły i stworzyli duet o nazwie inFinity. Ich pierwszy singel, „Without Identity”, wszedł na krajowe listy przebojów, a teledyski zespołu były nadawane przez stacje telewizyjne, w tym m.in. Viva. W tym czasie zmienili także swoją nazwę na Sinplus.
W 2009 wylecieli do Los Angeles, by nagrać singel „Are you Happy & Free?”, który był grany w kilku szwajcarskich i włoskich rozgłośniach radiowych. W tym samym roku wydali piosenkę „Shoot”, która stała się hymnem Pucharu Świata w hokeju na lodzie.
W 2011 z piosenką „Unbreakable” wzięli udział w krajowych eliminacjach eurowizyjnych. W listopadzie wystąpili w półfinale selekcji i awansowali do finału rozgrywanego w grudniu. 10 grudnia wygrali finał po zdobyciu największego poparcia telewidzów, dzięki czemu zostali reprezentantami Szwajcarii w 57. Konkursie Piosenki Eurowizji organizowanym w Baku. 22 maja 2012 wystąpili w pierwszym półfinale konkursu i zajęli 11. miejsce z 45 punktami na koncie, przez co nie zakwalifikowali się do finału. W tym samym miesiącu wydali debiutancki album studyjny, zatytułowany Disinformation.
W połowie stycznia 2014 wydali drugi album studyjny, zatytułowany Up to Me. W 2017 ukazała się ich trzecia płyta, zatytułowana This Is Whay We Are.

## Dyskografia

### Albumy studyjne
| Rok  | Dane dot. albumu                                                                                       | Najwyższa pozycja na liście |
| Rok  | Dane dot. albumu                                                                                       | SWI                         |
| ---- | --- | --------------------------- |
| 2012 | Disinformation - Wydany: 18 maja 2012 - Wytwórnia: I&G Productions - Format: CD, digital download      | 82                          |
| 2014 | Up to Me - Wydany: 17 stycznia 2014 - Wytwórnia: I&G Productions - Format: CD, digital download        | 12                          |
| 2017 | This Is What We Are - Wydany: 20 stycznia 2017 - Wytwórnia: Digem Works - Format: CD, digital download | 7                           |

### Single
| Rok                                                      | Tytuł                             | Najwyższa pozycja na liście | Certyfikat   | Album               |
| Rok                                                      | Tytuł                             | SWI                         | Certyfikat   | Album               |
| -------------------------------------------------------- | --------------------------------- | --------------------------- | ------------ | ------------------- |
| 2009                                                     | „Are you Happy & Free?”           | –                           |              | –                   |
| 2009                                                     | „Shoot”                           | –                           |              | –                   |
| 2011                                                     | „Unbreakable”                     | 24                          |              | Disinformation      |
| 2013                                                     | „Phoenix from the Ashes”          | 44                          |              | Up to Me            |
| 2014                                                     | „Up to Me”                        | 41                          |              | Up to Me            |
| 2014                                                     | „Love Is Free” (feat. Lady Chann) | 11                          |              | Up to Me            |
| 2015                                                     | „Tieniti Forte”                   | 25                          |              | –                   |
| 2016                                                     | „Capisci (One Love)”              | 82                          |              | This Is What We Are |
| 2017                                                     | „Y&I” (feat. Mickey Shiloh)       | 44                          | - SWI: złoto | This Is What We Are |
| 2018                                                     | „Runnin' Wild”                    | –                           |              | –                   |
| 2018                                                     | „Not Alone”                       | –                           |              | –                   |
| „–” oznacza, że singel nie był notowany na danej liście. |                                   |                             |              |                     |

## Nagrody i nominacje
| Rok  | Nagroda                      | Kategoria                            | Rezultat  |
| ---- | ---------------------------- | ------------------------------------ | --------- |
| 2014 | MTV Europe Music Awards 2014 | Najlepszy szwajcarski wykonawca      | Wygrana   |
| 2014 | MTV Europe Music Awards 2014 | Najlepszy wykonawca Europy Środkowej | Nominacja |